# 布赖恩·费尔普斯
布赖恩·费尔普斯（英語：Brian Phelps，1944年4月21日—），英国男子跳水运动员。他曾代表英国参加1960年和1964年夏季奥林匹克运动会跳水比赛，其中1960年奥运会获得一枚铜牌。